# South Heart River
South Heart River är ett vattendrag i Kanada.   Det ligger i provinsen Alberta, i den centrala delen av landet, 3 000 km väster om huvudstaden Ottawa.
Runt South Heart River är det glesbefolkat, med 11 invånare per kvadratkilometer.